# BT-9教練機
North American BT-9是一款由北美航空於1930年代為美國陸軍航空兵團研製的低翼單引擎單翼初級教練機。該機與PT-17雙翼機同期服役，飛行員首先在PT-13上學習飛行，然後晉升到BT-9進行基本飛行訓練。如果他們通過訓練，則會繼續進行更高級的飛行訓練，如BC-1（後來的T-6)。在二戰時，軍方發現增加初級飛行訓練的飛行時數後，不再需要像BT-9這樣的中級教練機，因此其生產數量遠遠不及PT和AT系列的其他機型。美國海軍也使用NJ-1執行類似的任務，單該機行更接近BT-10的版本。

## 發展
BT-9是根據自家的NA-16教練機所研製的新款教練機，並命名為NA-19。NA-16於1935年4月首飛，而BT-9則於1936年4月首飛。
BT-9的機翼和尾部控制面覆蓋有織物，從防火牆後方一直到尾部的機身兩側也是如此。飛機的其他部分則覆蓋有金屬，並配備了固定（不可收回）的起落架。美國陸軍航空隊共購買了199架'BT-9、BT-9A和BT-9B。不少國家也使用此款飛機（但是NA-16的版本）
第一架BT-9C（序列號37-383）配備了一具普惠R-1340-41發動機，但其他方面與普通的BT-9C相似。該機型被命名為Y1BT-10，後來重新命名為BT-10。
BT-9D是一款原型機，該機型測試了許多後來在BT-14（NA-58）中投入生產的設計思路。與之相似的NA-64耶魯教練機相比，BT-14在氣動性能上對NA-16系列進行了重大改進，擁有更長的全金屬機身，並取消早期的織物機身。BT-14配備普惠R-985發動機，而BT-9則使用萊特R-975發動機。除了使用全金屬機身外，尾翼也稍微向後移動，從而延長了後機身，而發動機則向前移動以保持重心平衡。方向舵從先前的圓形改為大致呈三角形的形狀(最寬部分在底部)，而座艙罩也重新設計。BT-14的機身、可回收起落架機翼等設計成為後續AT-6系列的基礎。
BT-9在失速/旋轉問題上存在缺陷，並嘗試了多種修正措施。美國陸軍航空兵團暫時決定在後期型號的BT-9上使用縫翼。然而，這些措施效果不佳，BT-14的較長機身和前掠外翼板與BT-9的直後緣相比，對改善飛機性能有所幫助。

## 型號

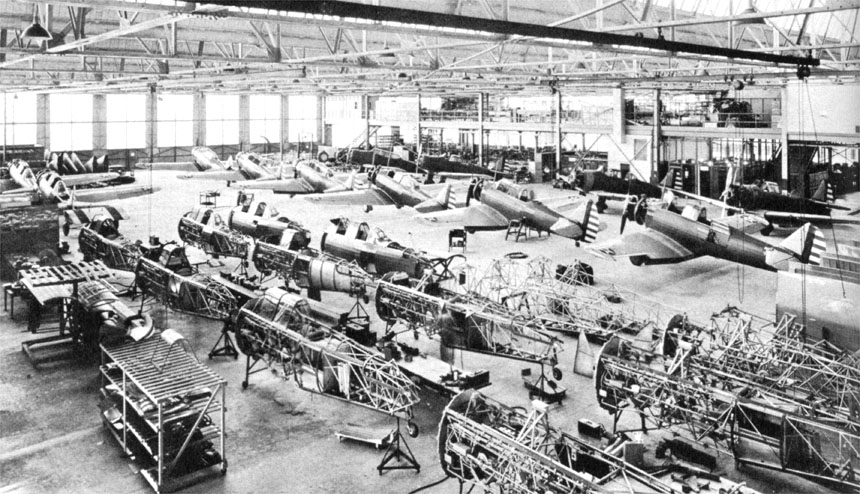
製造中的BT-9

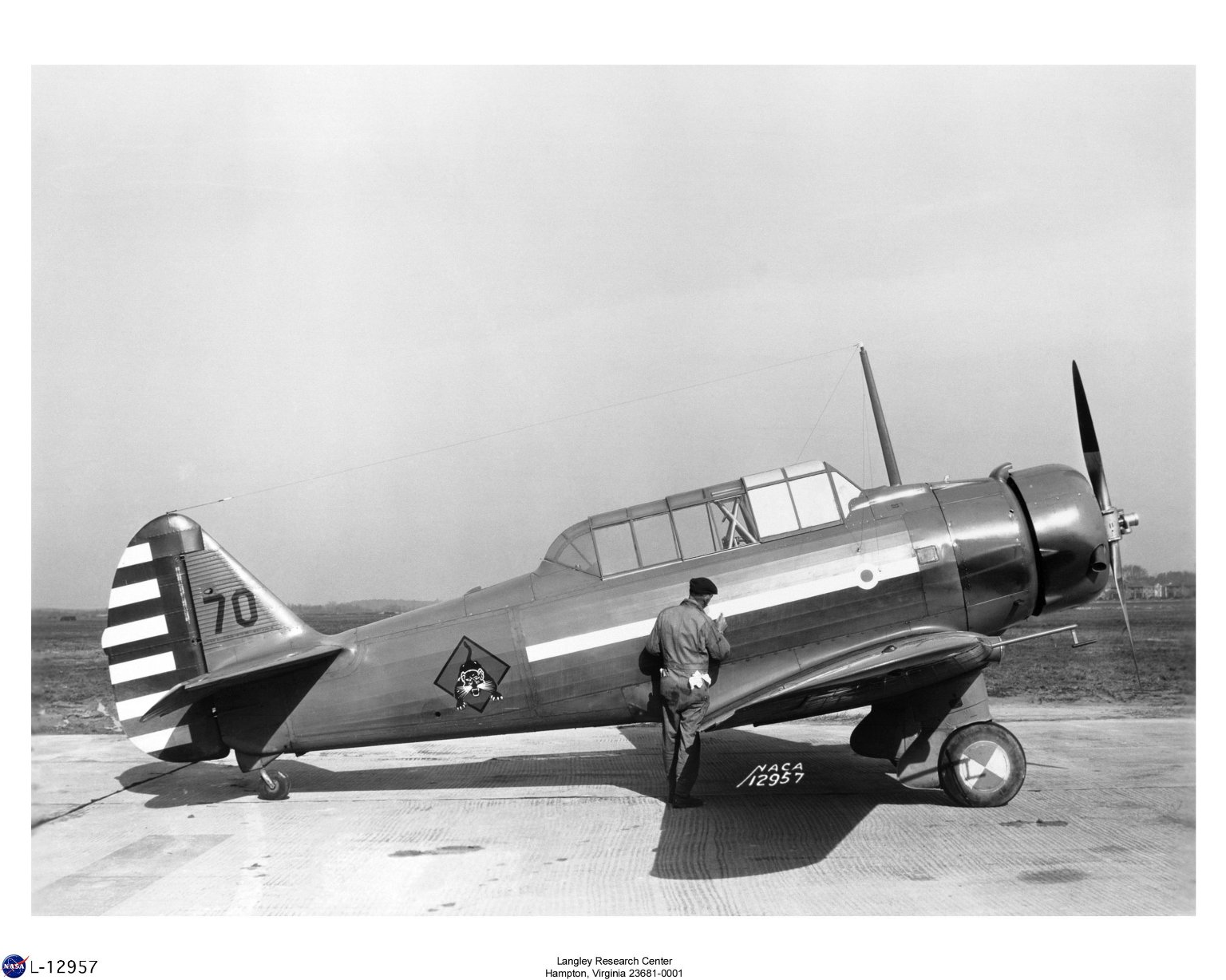
位於蘭利機場的BT-9A

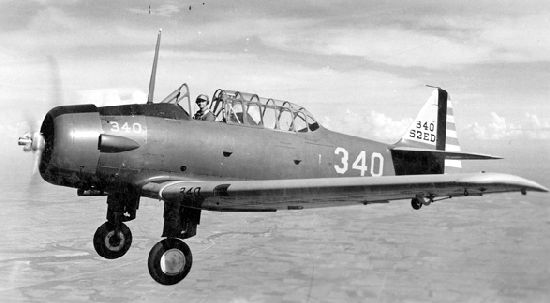
BT-14

NA-16
原型機，共1架
NA-18
預生產樣機，共1架
North American BT-9
陸軍航空兵團的無武裝版本量產機，共42架
North American BT-9A
裝配2艇0.30 in (7.62 mm)機槍的武裝版本，共40架
North American BT-9B
無武裝版本的升級型號，共117架
North American BT-9C
與BT-9B在某些設備上具有差異的型號，共97架
North American BT-9D
一架原型機，後成為BT-14的雛形
North American Y1BT-10 & BT-10
裝配600 hp R-1340-41發動機的BT-9C，共1架原型機
North American NJ-1
美國海軍的雙座版本，裝配一具600 hp (447 kW)普惠R-1340發動機，共40架
North American YBT-14
重新命名的BT-9D，也就是BT-14的原型機
North American BT-14
陸軍航空兵團的升級版本，採用加長金屬機身和T-6的外翼板，裝配一具450 hp (336 kW)普惠R-985-25發動機，共251架
North American BT-14A
裝配400 hp (298 kW)普惠R-985-11發動機的27架BT-14

### 資料
1. ↑  "BT-9 Yale." 的存檔，存档日期2005-11-26. Boeing History. Retrieved: 5 February 2011.
2. ↑  Hanson, Dave. "Warbirds: BT-9." （页面存档备份，存于） warbirdalley.com. Retrieved: 5 February 2011.

### 書目
- Davis, Larry. T-6 Texan in Action (Aircraft Number 94). Carrollton, Texas: Squadron/Signal Publications, Inc., 1989. ISBN 0-89747-224-1.
- Donald, David. American Warplanes of World War II. London: Aerospace Publishing, 1995. ISBN 1-874023-72-7.
- Fletcher, David C. and Doug MacPhail. Harvard! The North American Trainers in Canada. San Josef,BC/Dundee,Ont: DCF Flying Books, 1990. ISBN 0-9693825-0-2.
- Hagedorn, Dan. North American NA-16/AT-6/SNJ (WarbirdTech Volume 11). North Branch, Minnesota: Specialty Press, 1997. ISBN 0-933424-76-0.
- Morgan, Len. Famous Aircraft Series: The AT-6 Harvard. New York: Arco Publishing Co., Inc., 1965.